# Лучени (Арђеш)
Лучени (рум. Lucieni) насеље је у Румунији у округу Арђеш у општини Хартиешти. Oпштина се налази на надморској висини од 488 m.

## Становништво
Према подацима из 2002. године у насељу је живело 327 становника, од којих су сви румунске националности.